# 7 Sinners
7 Sinners to piętnasty studyjny album heavymetalowego zespołu Helloween. Do sprzedaży trafił 31 października 2010.

## Lista utworów
1. Where The Sinners Go (03:35)
2. Are You Metal? (03:38)
3. Who is Mr. Madman? (05:40)
4. Raise The Noise (05:06)
5. World Of Fantasy (05:15)
6. Long Live The King (04:13)
7. The Smile Of The Sun (04:37)
8. You Stupid Mankind (04:04)
9. If A Mountain Could Talk (06:44)
10. The Sage The Fool The Sinner (04:00)
11. My Sacrifice (04:59)
12. Not Yet Today (01:12)
13. Far In The Future (07:43)